# DJ Jose
DJ Jose, artiestennaam van Jos Klaster (Meppel, 24 maart 1966), is een Nederlands dj en producer.

## Biografie
Al vanaf zijn veertiende is Klaster actief als dj. Hij treedt op in vele clubs in binnen- en buitenland.
Naast zijn werk als dj produceert hij platen, in samenwerking met G-Spott.

## Discografie

### Singles
| Single met eventuele hitnotering(en) in de Nederlandse Top 40 | Datum van verschijnen | Datum van binnenkomst | Hoogste positie | Aantal weken | Opmerkingen                                                         |
| ------------------------------------------------------------- | --------------------- | --------------------- | --------------- | ------------ | ------------------------------------------------------------------- |
| Wrong = right                                                 |                       | 21-08-1999            | tip18           | -            | met G-Spott / nr. 73 in de Single Top 100                           |
| House of justice                                              |                       | 15-04-2000            | tip19           | -            | met G-Spott                                                         |
| House of justice                                              |                       | 22-07-2000            | 34              | 6            | met G-Spott / nr. 20 in de Single Top 100                           |
| II symbols                                                    |                       | 06-01-2001            | 21              | 5            | met G-Spott / nr. 27 in de Single Top 100 / Dancesmash op Radio 538 |
| Access                                                        |                       | 08-12-2001            | 27              | 5            | met G-Spott / nr. 36 in de Single Top 100 / Dancesmash op Radio 538 |
| G-licious                                                     |                       | 11-05-2002            | tip3            | -            | met G-Spott / nr. 42 in de Single Top 100                           |
| Hecitate                                                      |                       | 14-02-2004            | 27              | 2            | Dancesmash op Radio 538                                             |
| Stepping to the beat                                          | 08-04-2005            | 07-05-2005            | 38              | 4            | nr. 23 in de Single Top 100                                         |
| Dedication                                                    | 2006                  | -                     |                 |              | nr. 65 in de Single Top 100                                         |
| Turn the lights off                                           | 2007                  | 28-04-2007            | 11              | 11           | nr. 17 in de Single Top 100                                         |
| Physical attraction                                           | 2007                  | 08-12-2007            | 32              | 3            | nr. 30 in de Single Top 100                                         |
| House of justice 2008                                         | 2008                  | 16-08-2008            | tip2            | -            | nr. 18 in de Single Top 100                                         |
| Like that                                                     | 2009                  | 09-05-2009            | 31              | 4            | nr. 68 in de Single Top 100                                         |
| Killer emotion                                                | 2010                  | 20-03-2010            | tip11           | -            |                                                                     |